# Ivan Ergić
Ivan Ergić (serbisch-kyrillisch Иван Ергић; * 21. Januar 1981 in Šibenik, SR Kroatien, SFR Jugoslawien) ist ein ehemaliger jugoslawischer bzw. serbischer Fußballspieler. Weiter besitzt er die Staatsbürgerschaft von Australien und der Schweiz.

## Karriere

### Vereine
Ergić wurde an der dalmatinischen Küste in Šibenik geboren und lebte dort im Dorf Gaćelezi. Allerdings zog es ihn in frühen Jahren nach Perth, Western Australia. Nachdem er das Förderprogramm des Australian Institute of Sport durchlaufen hatte, begann Ivan Ergić seine sportliche Laufbahn bei Perth Glory. Im Jahr 2000 wechselte er zum italienischen Rekordmeister Juventus Turin, von wo er für die Rückrunde der Saison 2000/01 an den FC Basel verkauft wurde. 
Ab Juni 2004 musste Ergić längere Zeit wegen Depressionen in der Psychiatrischen Universitätsklinik Basel behandelt werden. Seine weitere Karriere als Fußballspieler wurde zu diesem Zeitpunkt in Frage gestellt. Der FC Basel hielt aber zu ihm und löste das Arbeitsverhältnis nicht auf. Ab 2005 stand er wieder auf dem Spielfeld und wurde zur Saison 2006/07 vom Trainer Christian Gross zum Mannschaftskapitän bestimmt, ein Amt, das er auf Ende der Saison 2007/08 freiwillig abgab. Er bestritt 282 Partien in Basel und erzielte dabei 49 Tore. Sein zum Saisonende 2008/09 auslaufender Vertrag wurde beim Trainerwechsel von Christian Gross zu Thorsten Fink vom FC Basel nicht verlängert. Daraufhin wechselte Ergić in die türkische Süper Lig zu Bursaspor. Mit seinem neuen Klub konnte er gleich in seiner Startsaison den türkischen Meistertitel erringen. Es war der erste Meistertitel in der Vereinsgeschichte von Bursaspor.  Ergić kam bei Bursaspor auf 58 Einsätze und erzielte 9 Tore. Nach Ablauf des Vertrags am 31. Mai 2011 beendete er seine Karriere.

### Nationalmannschaft
Am 15. Mai 2006 wurde er in das Aufgebot der ehemaligen serbisch-montenegrinischen Nationalmannschaft für die Fußball-Weltmeisterschaft in Deutschland berufen. Dabei kam er beim zweiten Gruppenspiel gegen Argentinien (0:6) zu einem Teileinsatz und spielte im dritten Gruppenspiel gegen die Elfenbeinküste (2:3) während 90 Minuten durch. Letztlich scheiterte man als Letztplatzierter bereits in der Gruppenphase.

## Titel und Erfolge
FC Basel
- Schweizer Meister: 2002, 2004, 2005, 2008
- Schweizer Cupsieger: 2002, 2003, 2007, 2008

Bursaspor
- Türkischer Meister: 2010

## Besonderes
Ergić erzielte am 22. Oktober 2002 beim 2:2 gegen den FC Valencia das 2500. Tor in der Geschichte der UEFA Champions League.